# Escudo de la República de Carelia

Escudo de armas de la República de Carelia.

El escudo de armas de la República de Carelia está constituido por un rectángulo sobre un fondo semicircular. Está atravesado por tres franjas iguales con los colores de la bandera de Carelia con un oso negro rampante de perfil. El marco dorado del escudo termina con la imagen estilizada de un abeto a la izquierda y un árbol de pino a la derecha. En la parte superior del escudo hay una estrella octagonal (doble cruz) de oro. El escudo fue creado por Yu. S. Nivin.
El actual escudo de armas de Carelia tiene mucha similitud con el escudo de armas de la República independiente de Uhtua, el símbolo nacional de Carelia Oriental creado por el artista finlandés Akseli Gallen-Kallela. La diferencia principal está en que el oso estaba sosteniendo un corquete. El escudo tenía los colores tradicionales varegos y había luces polares sobre el escudo.